# Ancylorhynchus fulvicollis
Ancylorhynchus fulvicollis là một loài ruồi trong họ Asilidae. Ancylorhynchus fulvicollis được Bigot miêu tả năm 1879. Loài này phân bố ở vùng nhiệt đới châu Phi.